# Billy Kimball
Billy Kimball (8 juli 1959) is een Amerikaans scenarioschrijver, producer, presentator en komiek. Hij presenteerde de series Clash! en Afterdrive in de jaren negentig. Daarnaast schreef en produceerde hij voor vele andere series, zoals Seinfeld, LateLine en The Simpsons.

## The Simpsons afleveringen
- 24 Minutes (samen met Ian Maxtone-Graham)
- Smoke on the Daughter
- Dangerous Curves (samen met Ian Maxtone-Graham)